# بوغي (أسطورة)

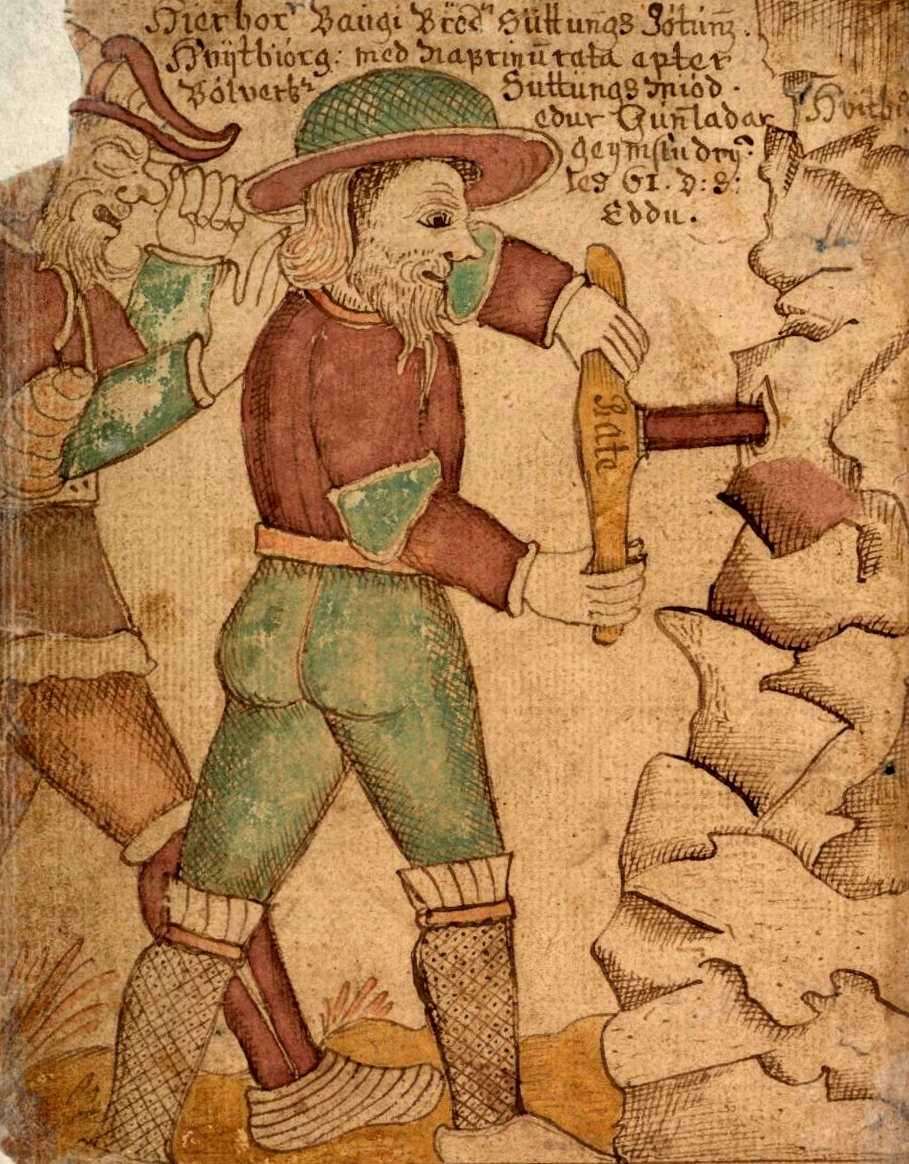
بوغي (يمين) يتدرب على جبل هينتبجورج ليدخل أودين (خلفه). رسم توضيحي من مخطوطة أيسلندية في القرن الثامن عشر.

بوغي (بالإنجليزية: Baugi)‏ في الأساطير الأسكندنافية هو عملاق، شقيق سوتونغ. عندما كان معاونوه يخزنون التبن، تنكر أودن وجعلهم يتناقشون حول المشحذ الجميل الذي معه، فراحوا يقتلون بعضهم بمناجلهم. بوغي وعد أودن أن يقدم له مخطط الحصول على الميد (شراب الإلهام) شريطة أن ينهي عمل رجاله، وساعده في شق طريق عبر الجبل حيث يحتفظ سوتونغ بالشراب.